# Heredeiros da Crus
Heredeiros da Crus est un groupe de rock galicien formé en 1992 à Ribeira.
Le groupe se caractérise  par l'utilisation de  variantes phonétiques dialectales du galicien, la gheada et le seseo dans leur registre le plus populaire, arrivant parfois au castrapo (espagnol populaire parlé en Galice et qui ne relève ni du galicien, ni du castillan), et par ses rythmes du rock des années 1960. Le groupe s'est séparé en 2005, mais début 2012 il a annoncé un concert pour son 20e anniversaire.

## Membres 2005
- O Fillo da necha, Javieriño, voix
- Tuchiño, guitare
- Tonhito de Poi, guitare
- O Jran Fran Velo, basse
- Pedro Rodríguez Trelles, batterie

Anciens membres :
- José Manuel Santamaría Medín, batterie
- Marcos Otero, batterie

## Discographie
- A cuadrilla de Pepa a loba (Xurelo Roxo, 1994)
- ¡¡Está que te cajas!! (Xurelo Roxo, 1995)
- Criatura (1997)
- Des Minutos (Boa, 1997)
- Erecsiones munisipales (Boa,1999)
- All Right Chicago (Boa, 2000)
- Cansiones Recautuchadas ou Recambios Tucho (productor jecutante doctor suave, 2000)
- Chicarrón (Boa, 2004)